# Leira
Il Leira o Leiro è un torrente della Liguria, tributario del Mar Ligure. Da un punto di vista geografico la sua foce divide in due la Riviera Ligure tra Levante e Ponente.

## Idronimo
Il torrente, specie in passato, veniva anche chiamato Leiro.

## Percorso

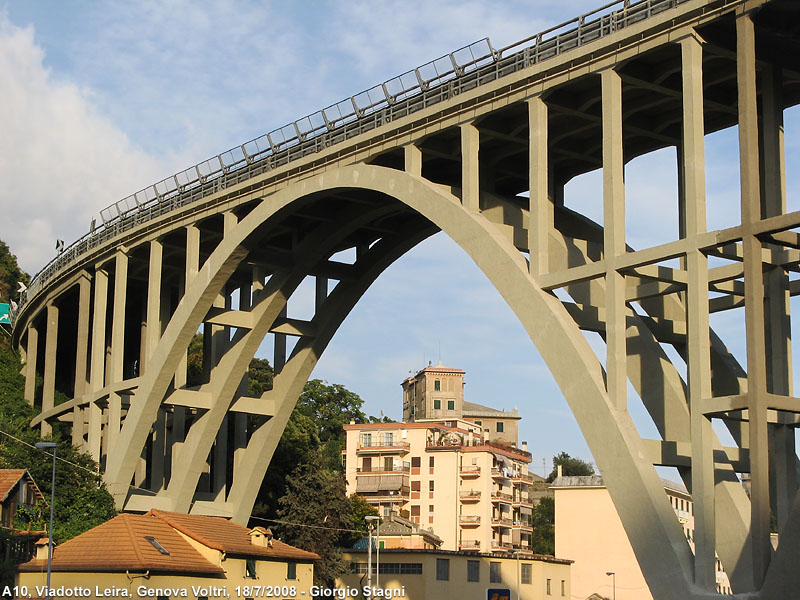
Il viadotto dell'A10 a Voltri

Il torrente Leira (o Leiro) nasce dalla confluenza del Rio Gorsexio e del torrente Acquasanta in località Fondocrosa. Il secondo dei due corsi d'acqua, che è quello di maggiore portata, origina dal massiccio ultramafico di Monte Penello e Punta Martin, attraversa la frazione di Acquasanta, segna per un tratto il confine tra il Comune di Genova e quello di Mele, riceve da destra le acque del Rio Gorsexio, cambiando nome in Leira e dopo circa 2 Km di corso sfocia nel mar Ligure a Voltri, quartiere di Genova. Il bacino imbrifero del Leira, includendovi quelli di affluenti e subaffluenti, ha una superficie di circa 27 Km2 e, dal punto di vista geologico, è interamente situato all'interno del "Gruppo di Voltri".

## Alluvioni
Il Leira ha dato luogo a drammatiche alluvioni: il 7 ottobre 1970 vi furono 14 vittime. In quella occasione le precipitazioni furono intensissime, oltre i 700 mm di pioggia in una sola giornata. Il 23 settembre 1993 il centro storico di Voltri venne sommerso da 3 metri d'acqua dal Leira. Sono anche note precedenti inondazioni, tra cui quelle del 1833, 1862, 1873 e 2010.